# Jimmy Suárez
Jimmy Suárez Juesas (Oviedo, 31 dicembre 1996) è un calciatore spagnolo, centrocampista dell'AEK Larnaca.

## Carriera
Cresciuto nel settore giovanile del Real Oviedo, debutta in prima squadra il 31 marzo 2019 in occasione dell'incontro di Segunda División pareggiato 1-1 contro il Deportivo La Coruña.
Nell'estate del 2024 si trasferisce all'AEK Larnaca, nella prima divisione cipriota.

## Statistiche

### Presenze e reti nei club
Statistiche aggiornate al 2 ottobre 2021.
| Stagione        | Squadra         | Campionato      | Campionato | Campionato | Coppe nazionali | Coppe nazionali | Coppe nazionali | Coppe continentali | Coppe continentali | Coppe continentali | Altre coppe | Altre coppe | Altre coppe | Totale | Totale |
| Stagione        | Squadra         | Comp            | Pres       | Reti       | Comp            | Pres            | Reti            | Comp               | Pres               | Reti               | Comp        | Pres        | Reti        | Pres   | Reti   |
| --------------- | --------------- | --------------- | ---------- | ---------- | --------------- | --------------- | --------------- | ------------------ | ------------------ | ------------------ | ----------- | ----------- | ----------- | ------ | ------ |
| 2018-2019       | Real Oviedo     | SD              | 10         | 0          | CR              | 0               | 0               |                    | -                  | -                  |             | -           | -           | 10     | 0      |
| 2019-2020       | Real Oviedo     | SD              | 23         | 0          | CR              | 0               | 0               |                    | -                  | -                  |             | -           | -           | 23     | 0      |
| 2020-2021       | Real Oviedo     | SD              | 15         | 0          | CR              | 2               | 0               |                    | -                  | -                  |             | -           | -           | 17     | 0      |
| 2021-2022       | Real Oviedo     | PD              | 7          | 0          | CR              | 0               | 0               |                    | -                  | -                  |             | -           | -           | 7      | 0      |
| Totale carriera | Totale carriera | Totale carriera | 55         | 0          |                 | 2               | 0               |                    | -                  | -                  |             | -           | -           | 57     | 0      |

## Palmarès
- Coppa di Cipro: 1

AEK Larnaca: 2024-2025